# Where Shadows Forever Reign
Where Shadows Forever Reign šesti je studijski album švedskog black metal-sastava Dark Funeral. Diskografska kuća Century Media Records objavila ga je 3. lipnja 2016.

## O albumu
Prvi je album s pjevačem Heljarmadrom i posljednji s bubnjarom Dominatorom. Album je snimljen u Dugout Studios u Uppsali, Švedska, a autor naslovnice je Kristian "Necrolord" Wåhlin koji također je autor naslovnici albuma The Secrets of the Black Arts.

## Popis pjesama
| 1.    | »Unchain My Soul«             | Heljarmadr               | Lord Ahriman, Dominator | 5:20 |
| 2.    | »As One We Shall Conquer«     | Heljarmadr               | Lord Ahriman, Dominator | 4:43 |
| 3.    | »Beast Above Man«             | Heljarmadr               | Lord Ahriman            | 4:44 |
| 4.    | »As I Ascend«                 | Heljarmadr, Lord Ahriman | Lord Ahriman            | 6:18 |
| 5.    | »Temple of Ahriman«           | Heljarmadr, Lord Ahriman | Lord Ahriman            | 5:21 |
| 6.    | »The Eternal Eclipse«         | Heljarmadr               | Lord Ahriman            | 4:14 |
| 7.    | »To Carve Another Wound«      | Heljarmadr               | Lord Ahriman            | 4:44 |
| 8.    | »Nail Them to the Cross«      | Heljarmadr               | Lord Ahriman, Dominator | 4:42 |
| 9.    | »Where Shadows Forever Reign« | Heljarmadr               | Lord Ahriman            | 5:32 |
| 45:38 |                               |                          |                         |      |

## Zasluge
Dark Funeral
- Lord Ahriman – gitara, bas-gitara, produkcija, grafički dizajn, fotografije
- Chaq Mol – gitara
- Dominator – bubnjevi
- Heljarmadr – vokal

Ostalo osoblje
- Necrolord – grafički dizajn
- George Nerantzis – inženjer zvuka, miks, mastering
- Daniel Bergstrand – produkcija, inženjer zvuka, miks
- Michaela Barkensjö – fotografije
- Carsten Drescher – grafički dizajn